# Совка-гамма
Совка-гамма (Autographa gamma) — метелик родини совок, шкідник сільськогосподарських культур. В Україні поширена повсюдно. Пошкоджує льон, коноплі, буряки, бобові, картоплю, кукурудзу, овочеві та інші культури. Життєвий цикл комахи вивчав та розробляв засоби захисту від неї врожаю український ентомолог С.О. Мокржецький.

## Морфологічні ознаки
Передні крила метелика сіруваті або темно-бурі з сріблястою плямою y вигляді грецької літери «гамма», a задні — сірувато-жовті з буруватою торочкою. Розмах крил — до 48 мм.

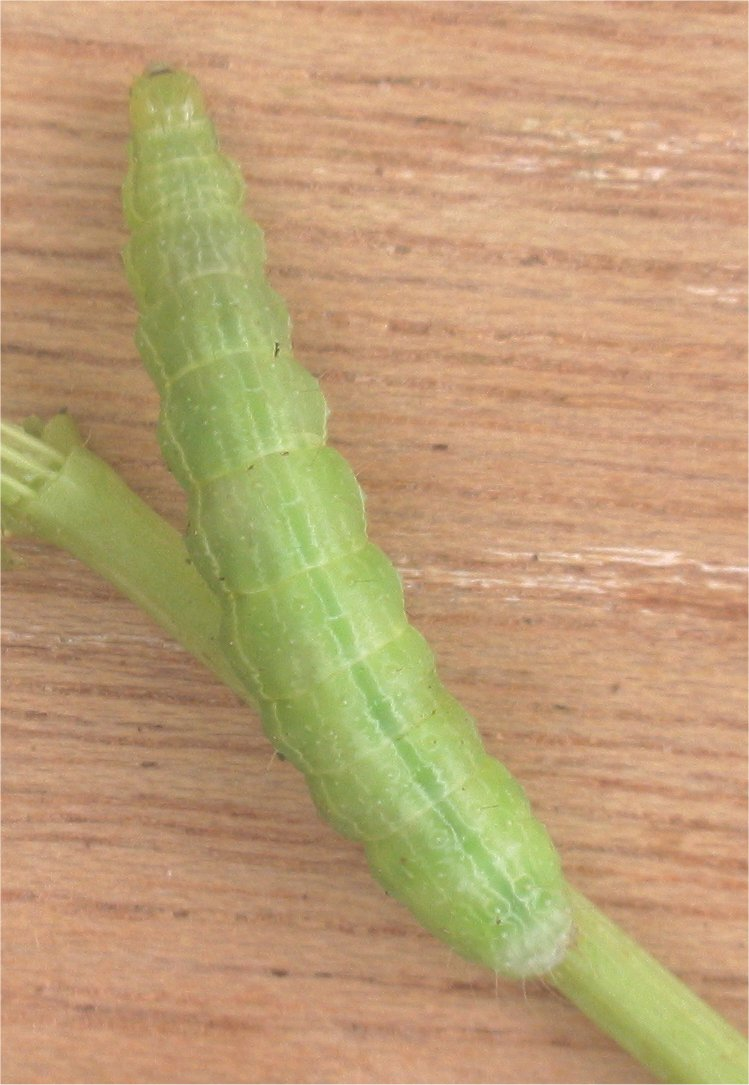
Гусениця совки-гамми на моркві

Гусениця зеленувато-жовта. Має вісім не завжди ясних поздовжніх білуватих ліній на спині та блідо-жовту смужку по боках. Черевних ніг тільки три пари, i, повзаючи, вона нагадує гусениць п'ядунів. Довжина 32 мм. 

## Річний цикл
Зимують гусениці, лялечки і метелики під рослинними рештками на межах полів, y лісосмугах тощо. Літ метеликів починається з кінця квітня і спостерігається до осені. Додатково живиться на квітучій рослинності. Самка відкладає по 1-6 яєць, переважно з нижнього боку листків бур'янів, a також буряків, соняшнику, гороху, капусти. Плодючість самки від 500 до 1500 яєць. Для розвитку яєць і гусениць відносна вологість становить 80-100%, a температура +20..+30 °C. Гусениці розвиваються 16-25 днів, a заляльковуються влітку в білому коконі на рослинах, для чого вони обплітають павутинням декілька стебел льону. Протягом вегетації розвивається три покоління метелика. 

## Шкодочинність
Гусениці пошкоджують листки льону, обгризаючи їх з країв або з'їдаючи повністю. Вони також пошкоджують квітки, зав'язі, зелені коробочки і стебла, внаслідок чого зменшується кількість волокна. Заходи захисту. Знищення бур'янів, розпушування ґрунту в міжряддях, зяблева оранка, ранні строки сівби. Випуск трихограми під час масового відкладання яєць. При чисельності гусениць першого покоління понад 5 особин на 1 кв.м; a другого і третього — 10 особин на 1 кв.м; посіви обробляють препаратом.